# Betula lenta
Betula lenta, el abedul dulce americano, abedul-cerezo americano o abedul de hojas de carpe, es una especie de abedul nativo de la zona oriental de América del Norte, desde el sur de Maine al sur oeste de Ontario y el sur de Míchigan, en el sur y las Montañas Apalaches al norte de Georgia.

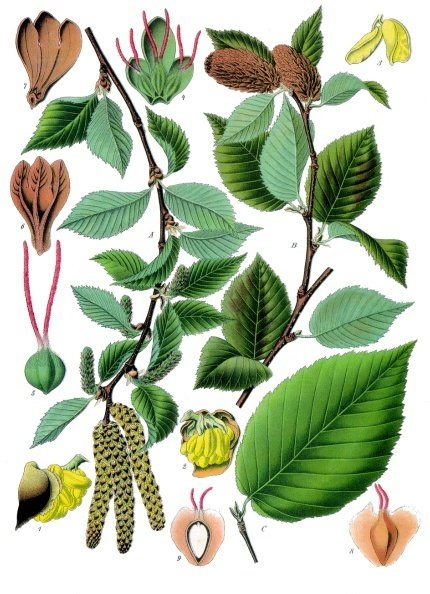
Ilustración

## Características
Se trata de un árbol caduco de tamaño mediano que puede alcanzar los 20 m de altura con un tronco de hasta 60 cm de diámetro. La corteza es (a diferencia de la mayoría de los abedules) áspera, negro-marrón oscuro, con grietas irregulares en placas escamosas. Las ramitas, cuando se raspan, tienen un fuerte aroma de aceite de Gaulteria. La hojas son alternas, ovadas, de 5-10 cm de largo y 4-8 cm de ancho, con un margen finamente serrado. Las flores son polinizadas por el viento y tienen un amento de 3-6 cm de largo, las masculinas pendulares, las femeninas erectas. El fruto madura en el otoño y se compone de numerosas semillas diminutas con alas envasadas entre las brácteas.

## Usos
Betula lenta fue utilizada comercialmente en el pasado para la producción de aceite de Gaulteria antes de la moderna síntesis industrial. Extraído de la corteza por destilación un aceite aromático rico en salicilato de metilo, es utilizado por sus propiedades analgésicas y antiinflamatorias, muy similar a la de gaulteria (Gaultheria procumbens). Se utiliza en la forma externa de ungüentos, linimentos y pomadas para aliviar dolores musculares y reumáticos, así como en repostería y perfumería por su sabor y aroma.
La savia fluye alrededor de un mes más tarde que la savia del arce, y mucho más rápido. Los árboles se pueden aprovechar de una manera similar, pero deben ser recolectados alrededor de tres veces más a menudo. La savia de abedul pueden ser hervida lo mismo que la savia de arce, pero es más fuerte su jarabe (como la melaza).

## Ecología
Las hojas sirven de alimento para algunas orugas de lepidópteros. Ver Lista de lepidópteros que se alimentan de los abedules.

## Taxonomía
Betula lenta fue descrita por Carlos Linneo y publicado en Species Plantarum 2: 983. 1753.
Etimología
Betula: nombre genérico que dieron los griegos al abedul.
lenta: epíteto latino que significa "flexible".
Sinonimia
subsp. lenta
- Betula carpinifolia Ehrh.
- Betula excelsa Hook.
- Betula humilis Marshall
- Betula lenta var. humilis (Marshall) Castigl.
- Betula lenta f. laciniata Rehder
- Betula lenta var. persicifolia Dippel

subsp. uber (Ashe) A.E.Murray
- Betula lenta var. uber Ashe
- Betula lenta f. uber (Ashe) McAll. & Ashburner
- Betula uber (Ashe) Fernald[3]